# Albiate
Albiate é uma comuna italiana da região da Lombardia, província de Monza e Brianza, com cerca de 5.215 habitantes. Estende-se por uma área de 2 km², tendo uma densidade populacional de 2608 hab/km². Faz fronteira com Carate Brianza, Triuggio, Seregno, Sovico, Lissone.

## Demografia
| Variação demográfica do município entre 1861 e 2011                               |
|                                                                                   |
| Fonte: Istituto Nazionale di Statistica (ISTAT) - Elaboração gráfica da Wikipedia |